# Ноткер Німецький
 Ноткер Німецький (лат. Notker Teutonicus, нім. Notker der Deutsche; також відомий як Ноткер Губатий лат. Notker Labeo; іноді — Ноткер III; близько 950 — 28 червня 1022) — бенедиктинський монах, лінгвіст, літератор. Керівник школи Санкт-Галленського монастиря в період його розквіту. Відомий також як перший коментатор Аристотеля в Середні віки.

## Біографія
Ноткер народився приблизно 950 року в шляхетській родині з Тургау і був племінником Еккехарда I. Його віддали до Монастиря Святого Галла ще хлопчиком, де він отримав хорошу освіту завдяки постійному читанню. Після закінчення навчання він залишився в монастирі як викладач, а потім (за абата Буркхарта II) очолив монастирську школу. Сучасники Ноткера схилялися перед ним як теологом, філологом, математиком, астрономом, музикантом та поетом. Він розповів про свою роботу в листах єпископу Гуго Сьонському (998—1017 роки), а також відомо про його діяльність з текстів його учня Еккехарда IV. Серед інших учнів Ноткера єпископ Констанци Соломон III і мандрівний учений Батерія.
Про смерть Ноткера від чуми 27 червня 1022 згадано в монастирському некролозі.

## Переклади та твори
Ноткер переклав кілька текстів з латини на німецьку (давньонімецьку) мову. Він згадував про одинадцять своїх перекладів, з яких збереглися лише п'ять: (1) Боецій, «Розрада від філософії»; (2) Марціан Капелла, «Одруження»; (3) Аристотель, «Категорії»; (4) Аристотель, «Про тлумачення»; (5) Псалтир. Серед втрачених Книга Йова, над якою він працював понад п'ять років, вергілієвські «Буколіки» та «Андрій» Теренція.
Серед власних творів Ноткера «Нова риторика», «Нова пасхалія» та кілька невеликих латинських текстів, граматика давньоверхньонімецької мови.
П'ять відомих сучасним медієвістам невеликих музично-теоретичних трактатів (про мензурування органних труб, про лади і про монохорд), які іноді приписуються Ноткеру Губатому, можливо були складені ним в дидактичних цілях, для початкового навчання ченців санкт-галленської монастирської школи.
Ноткера вважають одним з родоначальників німецької літератури, його досягнення в цій царині чудові. Як латиною, так і німецькою він володів з однаковою легкістю. Часті цитати з творів Отців Церкви. Стиль письма Ноткера яскравий та поетичний.